# Willadingen
Willadingen est une commune suisse du canton de Berne, située dans l'arrondissement administratif de l'Emmental. Au 31 décembre 2019, elle compte 204 habitants.